# Huanglongxi
Huanglongxi (egyszerűsített kínai: 黄龙溪镇; tradicionális kínai: 黃龍溪鎮) Csengtu (vagy Chengdu), Szecsuán tartományban található történelmi város. Nevét a rajta keresztülfutó Huanglong folyóról kapta.
A város több mint 1700 éves és felújítása során megőrizték rusztikus varázsát, ősi kövezett utcáit, templomait és mólóit és házait, valamint a kanyargós mellékutcáit. Házai többségét ma szuvenír boltokká alakították.
Legtöbb épülete a Qing dinasztia idejében épült. A városban több templom van, köztük a legismertebbek a Zhenjiang, Chaoyin és Gulong templomok. A városkát filmgyártók gyakran használják történelmi témájú filmjeikben a külső felvételekhez.
Június és szeptember 9-én templomi ünnepségeket rendeznek Huanglongxiban.

## Fordítás
Ez a szócikk részben vagy egészben  a   Huanglongxi című angol Wikipédia-szócikk fordításán alapul.  Az eredeti cikk szerkesztőit annak laptörténete sorolja fel. Ez a jelzés csupán a megfogalmazás eredetét és a szerzői jogokat jelzi, nem szolgál a cikkben szereplő információk forrásmegjelöléseként.